# ジェームズ・レッグ
ジェームズ・レッグ(James Legge, 1815年12月20日 - 1897年11月29日)は、スコットランド出身のロンドン伝道協会の宣教師で、中国学者。四書五経をはじめとする儒教や道教の古典を英語に翻訳した。1875年に第一回のスタニスラス・ジュリアン賞を受賞した。中国名は「理雅各」(Lǐ Yǎgè)。

## 生涯
1815年、アバディーンシャーのハントリーで生まれた。1839年にロンドン伝道協会の宣教師としてマラッカに派遣され、英華書院の校長に就任した。アヘン戦争後に英華書院および付属の印刷所とともに香港に移った。1844年に佑寧堂(Union Church)を創立した。
レッグは王韜・黄勝らの助けも借りて中国の経典を英訳した。1867年に王韜をつれてスコットランドに帰国し、翻訳の作業を継続した。1870年に四書五経の翻訳が完了し、その功績によってアバディーン大学の文学博士の学位を得た。同年いったん香港に戻り、1873年に中国各地を旅行した後イギリスに帰国した。1875年にオックスフォード大学の中国学の初代教授に就任し、生涯その職にあった。

## 主な著作
四書五経の翻訳は『The Chinese Classics』の題のもと、ロンドンで1861年から1872年にかけて出版された。これらは『論語』『大学』『中庸』『孟子』『書経』（および『竹書紀年』）『詩経』『春秋左氏伝』を含む。残りの『易経』『礼記』は後に東方聖典叢書の一部として出版された。
東方聖典叢書のうち6巻がレッグによるもので、『The Sacred Books of China』の題で1882年から1891年にかけて出版された。『書経』『詩経』（抄訳）『孝経』『易経』『礼記』『老子道徳経』『荘子』『太上感応篇』『清静経』『陰符経』『玉枢経』『内日用経』の英訳を含んでいる。
ほかに法顕『仏国記』や『大秦景教流行中国碑』の翻訳がある。

## 栄誉・受賞
- 1841年にニューヨーク大学から名誉神学博士を授けられた。
- 1875年以来、フランスでは中国学ですぐれた業績をあげた者に対して毎年スタニスラス・ジュリアン賞を与えているが、レッグはその第1回の受賞者に選ばれた[2]。